# Landesgartenschau Straubing 1989

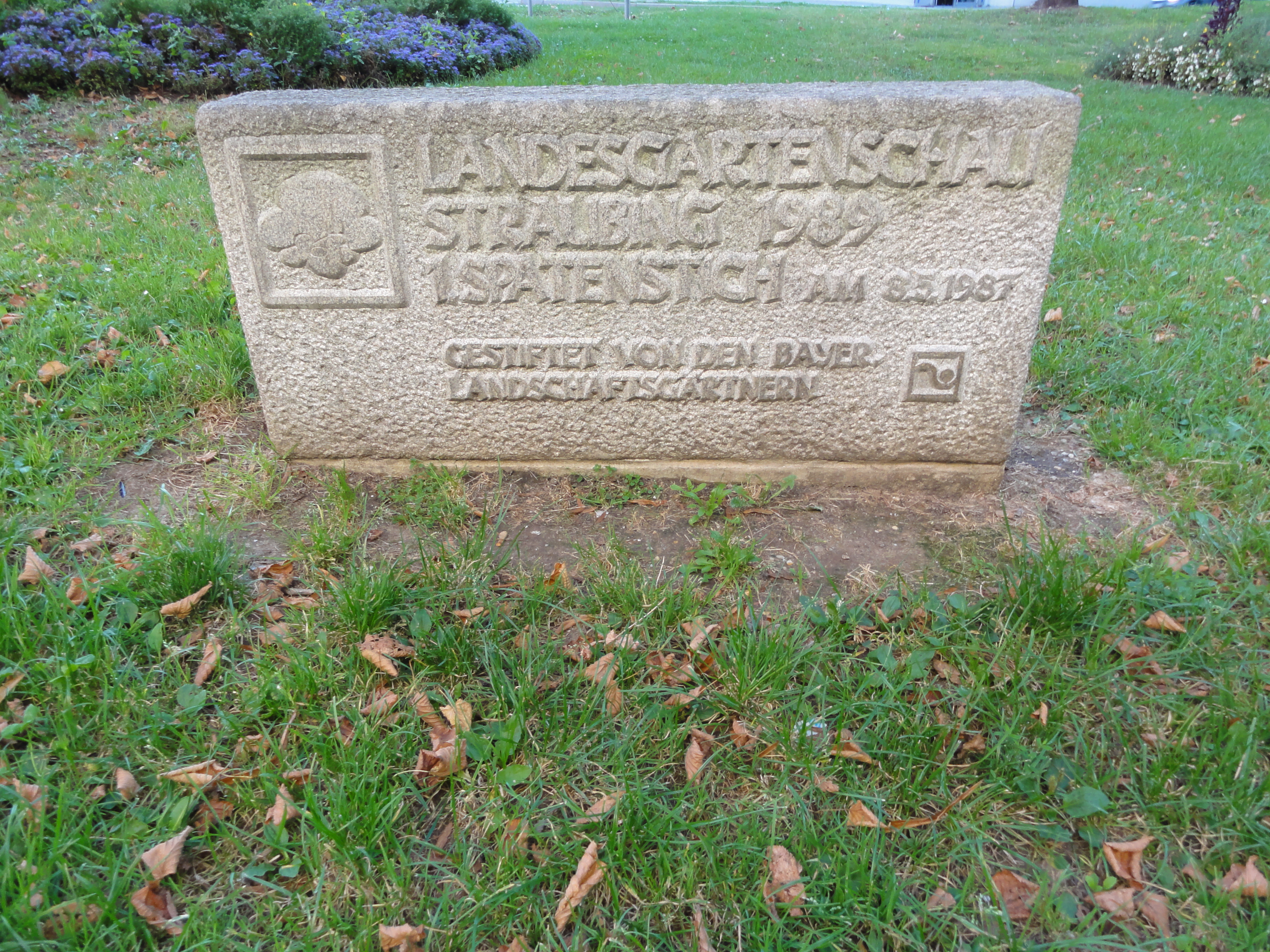
Gedenkstein zum 1. Spatenstich

Die Landesgartenschau Straubing 1989 war die bayerische Landesgartenschau in Straubing.

## Durchführung
Die Landesgartenschau fand vom 28. April 1989 bis 15. Oktober 1989 unter dem Motto Blühendes Straubing in der niederbayerischen Stadt Straubing statt.
Den Schwerpunkt der Schau bildete der Landesgartenschaupark, der sich am nordwestlichen Rand der Innenstadt am Übergang zur Donauaue befindet. Bei der Gestaltung des Parks wurden die naturräumlichen Besonderheiten des Areals wie die Hangkante zur Donauebene und die vorhandenen Gewässer in die Planungen miteinbezogen. Die Landschaftsarchitekten waren die Münchner Gerhart Teutsch und Josef Garnhartner zusammen mit dem Architekten Dietmar Lüling. Das Eisstadion am Pulverturm, das sich am östlichen Rand des Parks befindet, wurde ebenfalls eingebunden.
Im Zuge der Landesgartenschau wurden auch das angrenzende Gerberviertel, der Großparkplatz Am Hagen, an dem das Gäubodenvolksfest und die Ostbayernschau stattfinden, sowie die Fußwegverbindungen im Stadtzentrum umgestaltet. Zudem entstanden in der freien Landschaft Biotopvernetzungen, die auch durch Flurbereinigungsverfahren ermöglicht wurden.
Die Landesgartenschau wurde von 1,03 Mio. Gästen besucht.

## Heutige Nutzung
Der im Volksmund Laga-Park oder Laga-Gelände genannte Volkspark besteht auch nach dem Ende der Gartenschau. Offiziell trägt der den Namen Alfred-Dick-Park.
Um den Erhalt und die weitere Nutzung des Areals zu fördern, hat sich der Förderverein der LAGA-Freunde e. V. gegründet. Er veranstaltete unter anderem zusammen mit der Stadt Straubing das Laga-Fest als mehrtägiges Familienfest mit Open-Air-Konzerten anlässlich des 25-jährigen Bestehens des Geländes im Jahr 2014.